# Records du squash
Cet article détaille les records en squash.

## Matchs les plus longs
Le match Leo Au – Shawn Delierre au Holtrand Gas City Pro-Am 2015 au Canada détient le record du plus long match de l'histoire. Seulement, quatre matchs officiels PSA ont dépassé la durée de deux heures et demie.
- 2 h 50 Holtrand Gas City Pro-Am 2015, demi-finale:

 Leo Au def.  Shawn Delierre, 11–6, 4–11, 11–6, 7–11, 16–14 (170 min).
- 2 h 46 Chichester Festival 1983, finale:

 Jahangir Khan def.  Gamal Awad, 9–10, 9–5, 9–7, 9–2 (166 min).
- 2 h 37 National Capital Open 2013, finale:

 Shawn Delierre def.  Adrian Waller, 11–13, 12–10, 14–12, 4–11, 14–12  (157 min).
- 2 h 30 Baltimore Cup 2008, demi-finale:

 Shawn Delierre def.  Shahier Razik, 9–11, 8–11, 11–7, 13–11, 11–5  (150 min).
- 2 h 26 Hong Kong Open 2006, 2e tour:

 Grégory Gaultier def.  Adrian Grant, 12–10, 11–3, 3–11, 7–11, 13–11 (146 min).

Le record de durée d'un match féminin est de 2 h 10 :
- 2 h 10 World tour final 2023, finale:

 Nouran Gohar def.  Hania El Hammamy, 10-11, 11-9, 9-11, 11-6, 12-10 (130 min).
Le précédent record de durée d'un match féminin est de 2 h 7 dont 1 h 57 de jeu effectif :
- 2 h 7 Championnat du monde 1981, finale:

 Rhonda Thorne def.  Vicki Cardwell, 8–10, 9–4, 9–5, 7–9, 9–7 (127 min).

## Jeu le plus long
Le premier jeu du match entre Jahangir Khan et Gamal Awad fut le plus long jeu jamais joué de tous les temps: Awad revint de 1-8 pour gagner le jeu 10 à 9 en 1 heure et 11 minutes. Le premier échange dure sept minutes et se finit par un let signifiant que le point doit être rejoué, le premier point est marqué après 15 minutes.

## Séries victorieuses
- Jahangir Khan remporte 555 matchs de compétition d'affilée pendant 5 ans et demi de 1981 à 1986, record tous sports confondus[5]. Ross Norman met fin à cette série de victoires en 1986 lors de la finale du championnat du monde.
- Heather McKay remporte 16 British Open (considéré comme le championnat du monde officieux à l'époque) d'affilée de 1962 à 1977. Elle ne perd que deux jeux durant cette période. Durant toute sa carrière de 20 années, elle ne perd que deux matchs en 1960 et 1962, demeurant ensuite invaincue de 1962 à 1981[6].
- Jahangir Khan remporte 10 British Open d'affilée de 1982 à 1991.
- Nicol David établit un record de 108 mois consécutifs (9 années) comme no 1 mondiale, record qui prend fin en juillet 2015[7] et un record de 151 mois consécutifs dans le Top 10[8].
- Heather Wallace est championne du Canada de 1987 à 1997 et seul sportif canadien, hommes et femmes, à gagner 11 titres nationaux consécutivement[9].
- L'équipe d'Angleterre féminine n'a perdu qu'une seule rencontre aux championnats d'Europe par équipes depuis leur création en 1978. L'exploit est réalisé en 2010 par l'équipe des Pays-Bas avec Vanessa Atkinson, Annelize Naudé et Orla Noom qui bat l'équipe d'Angleterre en demi-finale puis l'équipe de France en finale[10],[11]. En 2019, elle s'incline une seconde fois battue par l'équipe de France emmenée par Camille Serme et Mélissa Alves qui apporte le point décisif face à Victoria Lust[12].

## Précocité
- Le 2 août 2009, Nour El Sherbini remporte son premier titre de championne du monde junior (compétition réservée aux joueuses de moins de 19 ans) à l'âge record (garçons et filles) de 13 ans[13].

## Divers
- Le 14 octobre 2017, Nour El Tayeb et Ali Farag deviennent le premier couple de l'histoire du sport à remporter un titre majeur individuel (US Open) le même jour[14],[15].
- Raneem El Weleily est la première Égyptienne à atteindre une première place mondiale, tous sports confondus[16].
- Cameron Pilley détient le record du monde pour la plus grande vitesse d'une balle de squash. En octobre 2011, il accélère la balle à 281,6 km/h à l'US Open. Il  succède ainsi à son compatriote John White qui possédait un record de 273,5 km/h. En avril 2015, il  améliore son record en le portant à 284,8 km/h[17].